# Coleophora hungariae
Coleophora hungariae là một loài bướm đêm thuộc họ Coleophoridae. Nó được tìm thấy ở Áo, Bulgaria, Hungary, România, Slovakia và miền nam Nga.
Con trưởng thành xuất hiện vào giữa tháng 7 và bay vào cuối tháng 8.
Ấu trùng ăn các loài Camphorosma, bao gồm Camphorosma annua. Chúng ăn trong một tổ kén.

## Phụ loài
- Coleophora hungariae hungariae (Áo, Bulgaria, Hungary, Romania, Slovakia)
- Coleophora hungariae eruslani Anikin, 2005 (phía nam Nga)